# Mořičov (zámek)
Letohrádek Mořičov je zřícenina barokního loveckého zámku z první poloviny osmnáctého století, která stojí nedaleko stejnojmenné vesnice u Ostrova v okrese Karlovy Vary. Od roku 1964 je chráněna jako kulturní památka. Ze zámku se dochovalo pouze obvodové zdivo. Zámek se nachází na vrcholu kopce Zřícenina v nadmořské výšce 499 metrů.

## Historie

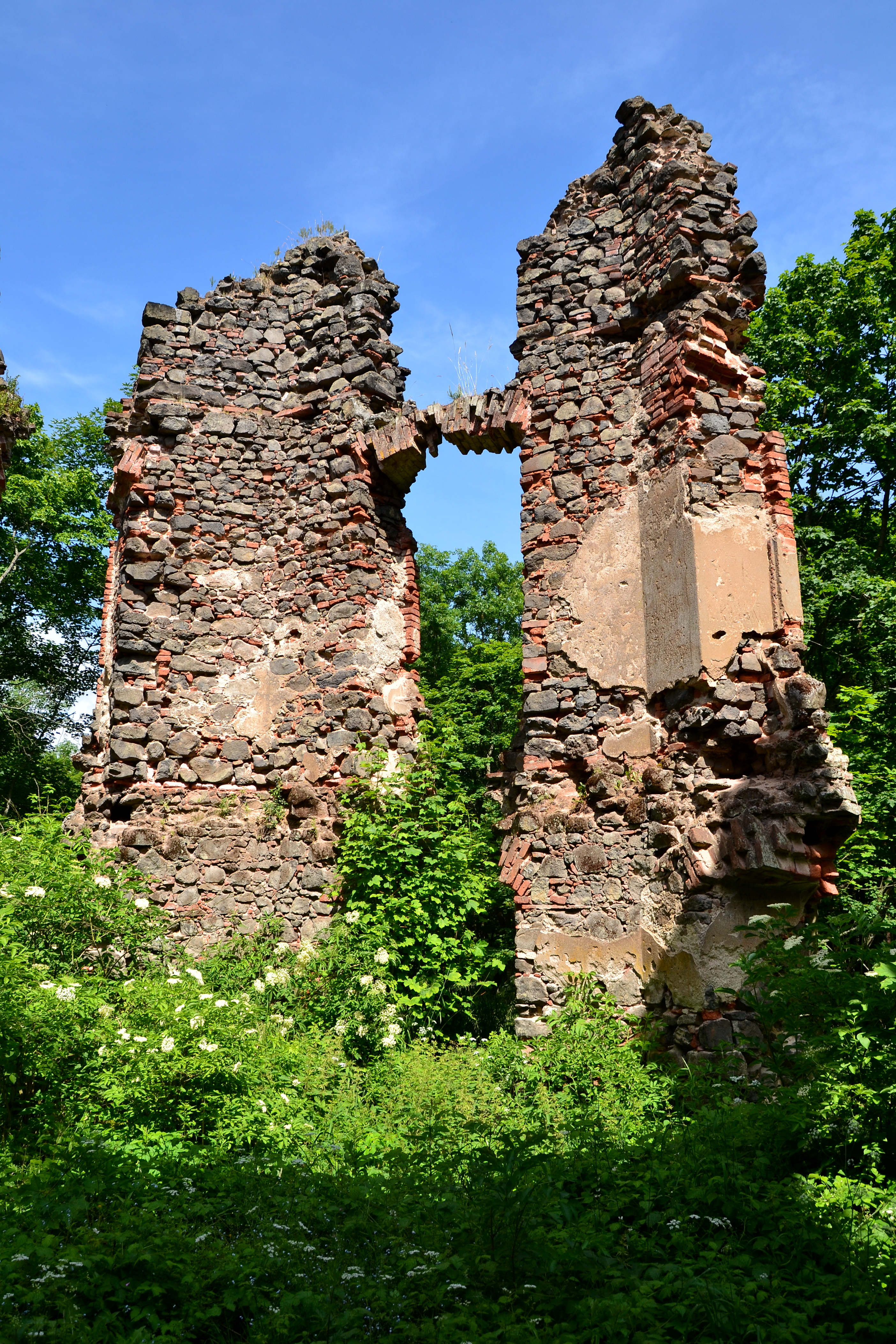
Interiér

Roku 1630 bylo do té doby samostatné mořičovské panství připojeno k ostrovskému a jeho majitelé ve zdejších lesích založili rozsáhlou oboru, která je poprvé doložena v šedesátých letech sedmnáctého století. Lovecký zámek si v ní dali postavit v letech 1738–1739 bratři Ludvík Jiří a August Jiří z Baden-Badenu a Hochberku. Využíván byl do počátku devatenáctého století a v roce 1842 se již uvádí jako zřícenina.

## Stavební podoba
Původně dvoupatrová barokní stavba byla postavená z omítnutého lomového čedičového zdiva a z cihel. Má půdorys nepravidelného jedenáctiúhelníku s vchodem na jihovýchodní straně. Fasády členily  lizénové rámy a mezi patry římsy. Lisény a římsy měly bílou omítku, sokl a plochy stěn červenou. Obdélníková okna byla rámována plochými lištami, nahoře s plochým klenákem. 
Vnitřní prostor byl předělen na západní a východní část, V přízemí v západní části bývala kuchyně s krbem, vstupní sál a schodiště do prvního patra. Krb v šířce komínové šachty procházel také prvním a druhým patrem, komín byl vyveden nad střechu a dochoval se ještě v roce 1913. Interiéry měly cihlové klenby, bíle omítnuté stěny a červené sokly. 

## Přístup
Zřícenina zámku je volně přístupná po žlutě značené turistické trase z Ostrova do Radošova nebo po úseku naučné stezky „Po starých cestách okolo Ostrova“, který vede z města do Mořičova.